# Аэрозин
Аэрози́н (аэрози́н-50; англ. aerozine 50) — высококипящее смесевое горючее для жидкостных ракетных двигателей, представляющее собой смесь несимметричного диметилгидразина (НДМГ) и гидразина в пропорции 1:1 (по массе).
Плотность при +20 °C равна 0,899 г/см³. Температура кипения около 70 °C. Температура плавления −7,3 °C.
При хранении в герметичной ёмкости аэрозин устойчив (не расслаивается), стоек к удару. Неагрессивен по отношению к алюминию и нержавеющим сталям. Токсичен. 
Удельный импульс чистого гидразина выше, чем у НДМГ, но по эксплуатационным характеристикам он неудобен — например, склонён к взрывному саморазложению и замерзает при температуре, близкой к 0 °C. НДМГ стабилен, но менее эффективен, так как имеет меньшие удельный импульс и плотность. Зато температура замерзания НДМГ, −57 °C, гораздо ниже, чем у гидразина. Для достижения компромисса гидразин стабилизируют НДМГ, в результате получается стабильное топливо с температурой замерзания ниже, чем у гидразина, но более эффективное и с большей плотностью, чем чистый НДМГ.
В отличие от чистого гидразина, аэрозин не может быть использован как однокомпонентное топливо. Применяется с окислителями на основе азотной кислоты или четырёхокиси азота.
Аэрозин активно использовался NASA для двигателей космических аппаратов, в частности, космических кораблей «Аполлон» (в том числе их лунных модулей), в ракетах «Сатурн» (только для повторного запуска третьей ступени) и «Титан» (как основное горючее).